# Caves Saint-Sauveur
Les caves Saint-Sauveur sont un édifice souterrain situé dans le 2e arrondissement de Marseille, en France. Les caves sont situées sous la place de Lenche, à l'emplacement de l'ancienne abbaye des religieuses de Saint-Sauveur. L'ensemble est classé au titre des monuments historiques en 1840. 
Il ne reste aucun vestige extérieur du couvent des religieuses expulsées lors de la Révolution (fondé au Ve siècle, il fut vendu aux enchères en mai 1791) et transformé en hôpital militaire, les fondations restantes ayant été remblayées à l'occasion des différents aménagements. L'emplacement est actuellement occupé par l'école/collège catholique de Notre-Dame de la Major.

## Un intérêt ancien
Les caves Saint-Sauveur se trouvaient sous l'actuelle place de Lenche, entre la butte Saint-Laurent et la butte des Moulins. Elles étaient situées au-dessous de l'ancienne abbaye féminine de Saint-Sauveur qui s'y implanta au IXe siècle. Ces caves sont signalées dès le XVIIe siècle par l'historien Louis Antoine de Ruffi qui écrit dans son histoire de Marseille « L'abbaye des religieuses de Saint-Sauveur est bâtie sur neuf grottes souterraines dont huit qui tournent sur le midi aboutissent toutes à une plus grande qui est du côté du septentrion et qui a vingt sept cannes de long et deux de large : elles sont bâties de grands quartiers de pierre taillée, y ayant des trous aux murailles... » Au XVIIIe siècle, Jean-Baptiste Grosson parle des fameuses caves antiques de l'abbaye de Saint-Sauveur qu'il a pu visiter grâce aux bontés de Mme Suarez d'Aulan, dernière abbesse de Saint-Sauveur de 1763 à 1792 ; il en fait dresser un plan. Il conclut en disant que « notre monument dont la structure dénote les constructions des premiers temps, doit effectivement remonter aux premiers siècles de notre République. Cet édifice doit avoir été construit pour un double usage : celui des bains publics et celui des casemates ou magasins de l'arsenal ». Le comte Christophe de Villeneuve-Bargemon estime dans la statistique du département des Bouches-du-Rhône qu'« on ne peut guère douter que l'édifice que nous venons de décrire soit une caserne romaine. »
Au XIXe siècle les caves Saint-Sauveur sont classées Monument historique : Mérimée les visite et y reconnaît des magasins. Enfin Augustin Fabre regrette qu'après le classement la ville de Marseille n'ait pas eu les moyens financiers pour acheter l'édifice qui était à vendre en 1857, d'où une première destruction.

## Un désintérêt au début duXXesiècle
Les caves Saint-Sauveur sont quelque peu oubliées au début du XXe siècle et leur intérêt archéologique nettement sous-estimé. L'archéologue Michel Clerc lui-même ne semble pas y accorder une grande attention : « tout ce que l'on peut dire c'est que ce sont de vastes salles construites en grand appareil et fermées par une voute en plein cintre. » Malgré leur classement en Monument Historique, les caves sont sacrifiées lors de la destruction du quartier en 1943 et de sa reconstruction après la Seconde Guerre mondiale.

## Un regain d'intérêt
En 1977, à l'occasion du creusement d'une tranchée pour la pose d'une canalisation d'eau, la direction des antiquités de Provence est amenée à intervenir. Des archéologues peuvent examiner certains restes des fondations et estiment alors que ces caves découvertes par les érudits anciens mais jamais fouillées, sont effectivement antiques. Les murs en blocs de calcaire rose du cap Couronne sont comparables à ceux des remparts grecs mis au jour sur le chantier de la Bourse et visibles au Jardin des Vestiges. La datation à retenir pour ces « caves » se situe donc entre 150 ans av. J.-C. et 50 ans de notre ère. Cette période correspond par ailleurs à celle d'une céramique découverte dans les remblais en arrière du mur nord.

## Fonction des bâtiments
L'édifice se compose de deux parties : un long couloir voûté d'une longueur de 41 m. pour une largeur de 4,10 m. entoure sur trois côtés un ensemble de sept cellules qui mesurent chacune 5 m. sur 10,40 m.. Après les dernières études entreprises en 1977, l'utilisation de ces bâtiments a fait l'objet de deux hypothèses :
- Il s'agirait pour certains de citernes à usage public, c'est-à-dire d'un réservoir d'eau pour la ville. Ces équipements seraient conformes par leur division en compartiments au dispositif qui s'observe dans les installations antiques affectées à la retenue et au stockage de l'eau. Cette solution donne une réponse à  la question du ravitaillement en eau de la ville pendant les sièges et notamment celui de Jules César[9].
- Pour d'autres il s'agirait de locaux destinés au stockage de denrées qu'il fallait maintenir au sec (céréales ? ) mais aussi d'instruments divers utilisant le bois, la corde et la toile nécessaires aux gréements des navires[10]. Cette hypothèse confortée par une inscription latine mentionnant une corporation de « dendrophores » (charpentiers) est la plus récente[11].

## Restitution envisageable
Ces bâtiments servaient également de soutènement entre deux plateformes situées à des niveaux différents :
- l'une supérieure d'une altitude de 14 à 15 m. NGF qui correspond à l'actuelle place de Lenche.
- l'autre inférieure d'une altitude de 2 à 3 m. NGF où devait se trouver une grande place dallée.

Les salles voutées étaient probablement surmontées d'une salle haute qui donnait accès directement sur la place de Lenche.